# Leptoseris gardineri
Leptoseris gardineri är en korallart som beskrevs av van der Horst 1921. Leptoseris gardineri ingår i släktet Leptoseris och familjen Agariciidae. IUCN kategoriserar arten globalt som livskraftig. Inga underarter finns listade i Catalogue of Life.

## Bildgalleri

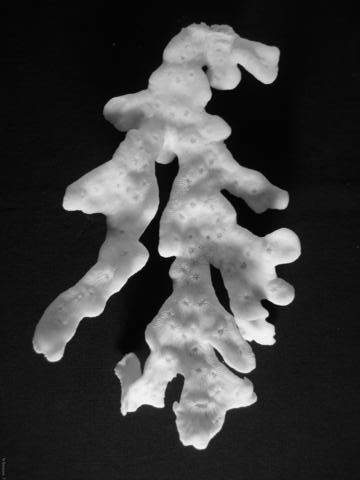
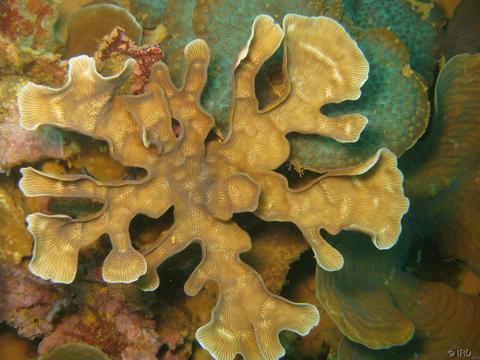
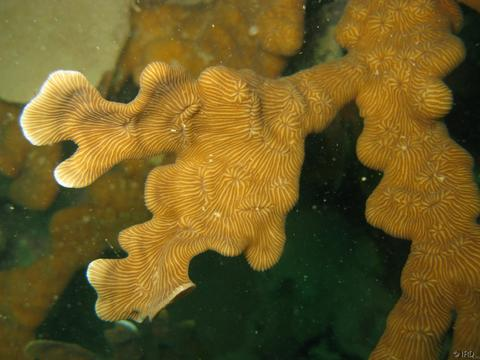